# Phénomènes paranormaux (Les Simpson)
Ne doit pas être confondu avec Phénomènes paranormaux.
Phénomènes paranormaux (Manger Things) est un épisode de la série télévisée d'animation Les Simpson. Il s'agit du seizième épisode de la trente-deuxième saison et du 700e de la série.

## Synopsis
En découvrant le moulage de la main de Todd sur leur sapin de Noël, Bart et Lisa questionnent leurs parents. Marge explique alors que six ans auparavant, à la suite d'un nouvel acte de beuverie, Homer a été mis à la porte. Trouvant refuge chez les Flanders, Maud, enceinte, finit par le mettre également à la porte, faisant qu'Homer trouve refuge dans les combles du garage des Simpson. En tentant de faire un acte pour se rapprocher de Marge, il entend les cris de Maud du fait de ses contractions et, cela pourrait bien être la clé de son salut...

## Réception
Lors de sa première diffusion, l'épisode a attiré 1,28 million de téléspectateurs.